# Maria Waschko

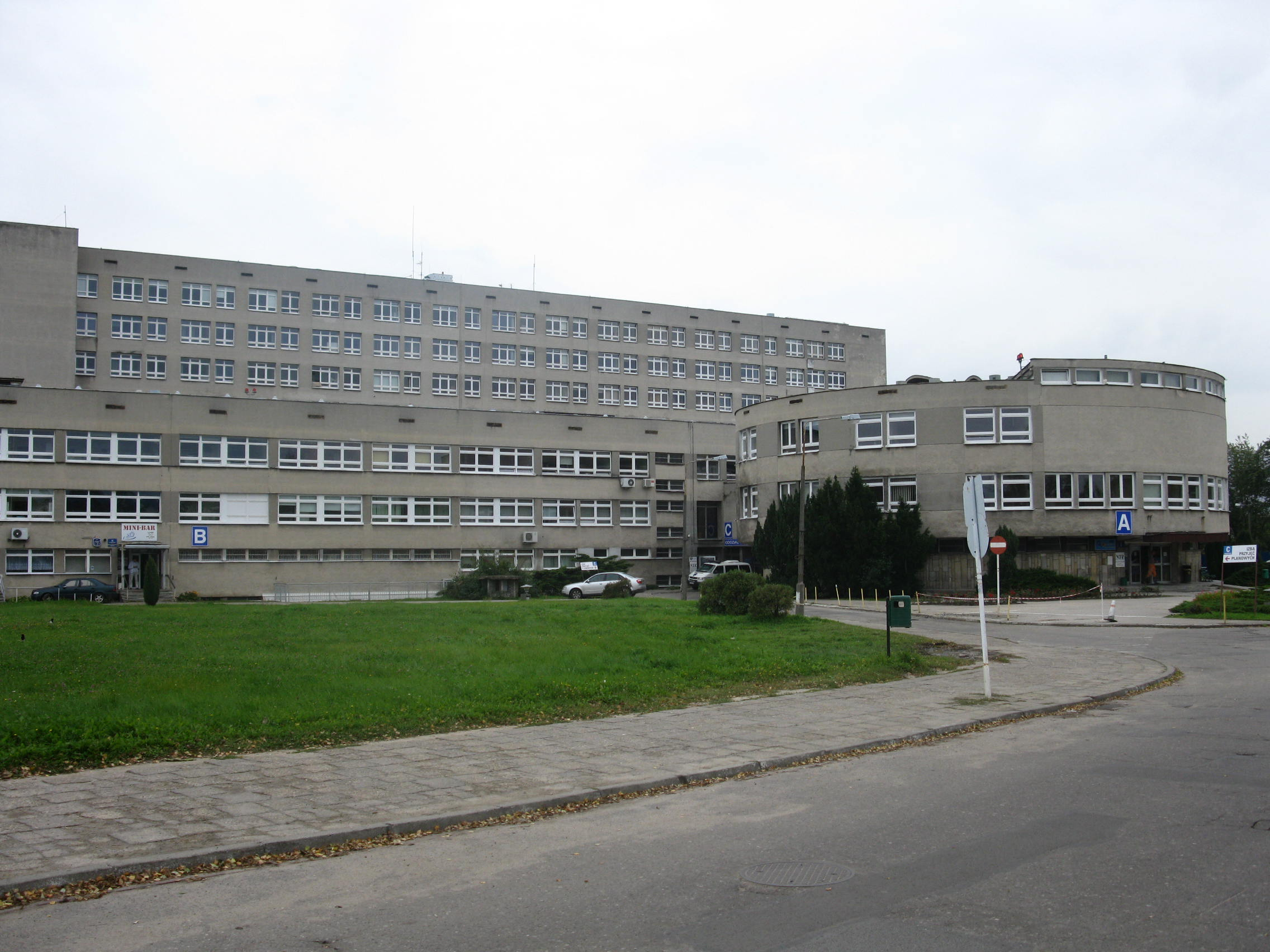
Szpital Wojewódzki w Poznaniu

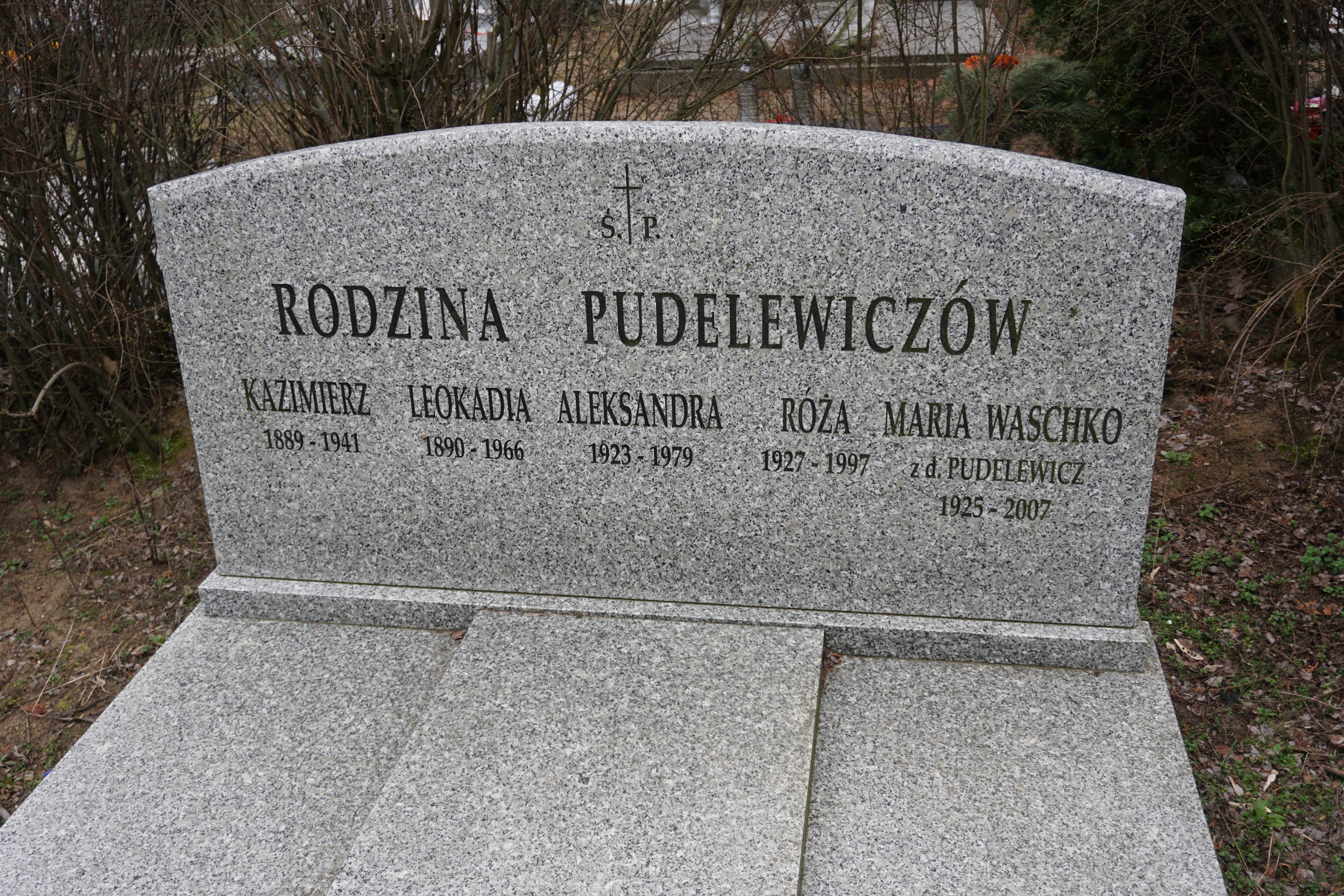
Grób Marii Waschko na Cmentarzu Junikowskim

Maria Waschko (ur. 28 października 1925 w Toruniu, zm. 21 marca 2007 w Poznaniu) – architekt modernistyczna, związana przede wszystkim z Poznaniem i działająca głównie w obszarze zdrowia publicznego. 
Ukończyła II Liceum w Poznaniu przed II wojną światową. W 1951 roku ukończyła studia na Wydziale Architektury Szkoły Inżynierskiej w Poznaniu. W latach 1950–1955 w Dyrekcji Budowy Osiedli Robotniczych. Od 1955 do 1973 pracownik poznańskiego Miastorpojektu (projektant). W 1968 uhonorowana srebrną odznaka Miastoprojektu. Od 1987 Prawa Twórcy. Członek SARP i Stowarzyszenia Szpitalnictwa Polskiego. Została pochowana na Cmentarzu Junikowo w Poznaniu (pole 11, rząd 23, grób 6).

## Dzieła
- Szpital Ogólny we Włocławku i obiekty towarzyszące - ul. Wieniecka (w zespole) - 1957–1962,
- Szpital im. Franciszka Raszei w Poznaniu - rozbudowa - 1959–1962,
- Liceum Medyczne przy ul. Szamarzewskiego w Poznaniu - przebudowa - 1961–1962,
- hotel dla pielęgniarek w Poznaniu z przychodnią - ul. Kazimierza Wielkiego/Mostowa - 1961–1964,
- domy mieszkalne kolejarzy - ul. Łukasiewicza/Zwarta i Łukasiewicza/Calliera (Łazarz) - 1961–1966,
- Szpital Wojewódzki w Poznaniu (w zespole) - 1966–1972,
- Przemysłowa Przychodnia Specjalistyczna w Poznaniu, ul. Krańcowa - 1969–1973,
- rozbudowa Instytutu Rehabilitacji Akademii Medycznej w Poznaniu - ul. 28 Czerwca 1956 na Wildzie - 1964–1968 (współautorstwo),
- biurowiec, motel i bungalow w Akrze (Ghana) - 1969–1974.

## Życie prywatne
Żona Zygmunta Waschko – architekta również związanego z Poznaniem i Afryką. Miała z nim jedną córkę – Karinę. Zmarła po kilkuletniej chorobie, podobnie, jak mąż rok wcześniej (2006).